# Mittelbayerische Zeitung

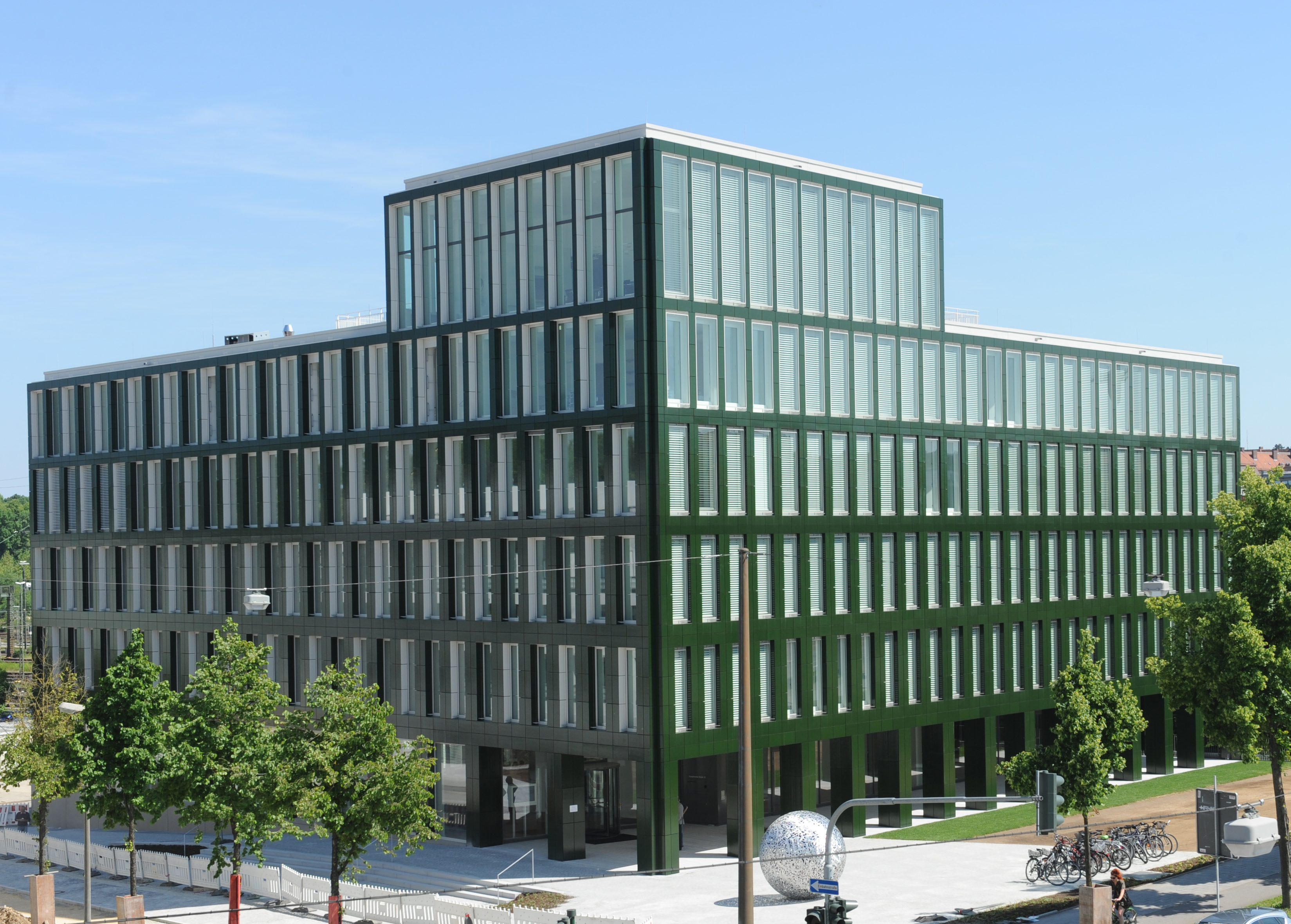
Das Verlagsgebäude der Mittelbayerischen Zeitung in Regensburg

Die Mittelbayerische Zeitung ist eine regionale Tageszeitung mit Sitz in Regensburg und gehört zur Mittelbayerische Zeitung GmbH. Der Verlag übernahm 1973 den Regensburger Tages-Anzeiger. Die Zeitung wurde 1945 von Karl Friedrich Esser gegründet. Heute beschäftigt der Verlag 400 Angestellte (Stand 2022) und ist im Besitz der Verlagsgruppe Passau, nachdem der Verlag Ende Juli 2021 von den Gründerenkeln Peter und Thomas Esser aus dem Familienbesitz verkauft wurde.
Die gedruckte Mittelbayerische Zeitung wie auch das verlagseigene kostenlose Anzeigenblatt Rundschau sowie Die Wirtschaftszeitung erscheinen im Berliner Format und werden vom Mittelbayerischen Druckzentrum GmbH & Co. KG produziert. Die Druckerei firmiert seit Januar 2006 als selbständige Tochtergesellschaft des Mittelbayerischen Verlags.
Die verkaufte Auflage beträgt 76.423 Exemplare, ein Minus von 41,1 Prozent seit 1998.

## Geschichte
Karl Friedrich Esser erhielt am 23. Oktober 1945 von der amerikanischen Militärregierung die Lizenz 5 zur Herausgabe einer Tageszeitung. Die Zeitung trug den Titel Mittelbayerische Zeitung – Regensburger Umschau und konnte zunächst wegen Papiermangel sowie fehlender Fachkräfte nur einmal pro Woche erscheinen. Die Ausgabe hatte einen Umfang von 4 Seiten und eine Auflage von 200.000 Exemplaren. Abgedeckt wurde das gesamte Gebiet Niederbayerns und der Oberpfalz. Aus diesem Verbreitungsgebiet heraus ist der Name Mittelbayerische Zeitung, für die Region in der Mitte Bayerns sozusagen, abgeleitet worden. Der Verlag und die Druckerei hatten ihren Standort in der Kumpfmühler Straße in Regensburg. Durch die Nachlizenzierung verlor die Mittelbayerische Zeitung im Laufe der Zeit fast ganz Niederbayern sowie die nördliche Hälfte der Oberpfalz. Ab dem Jahr 1958 erschienen alle Ausgaben der Mittelbayerischen Zeitung sechsmal in der Woche. Im Jahr 1961 übernahm nach dem Tod von Karl Friedrich Esser dessen Sohn Karl Heinz Esser die Verantwortung für das Familienunternehmen. 1973 hat der Verlag den bisher ebenfalls in Regensburg erschienen Tages-Anzeiger übernommen. 1998 wurde nach 30 Jahren die eigene Wochenzeitung Die Woche eingestellt. Nachdem bereits 1993 ein neues Druckzentrum in der Margaretenstraße in Regensburg in Betrieb genommen war, siedelte man 2010 bei der nächsten Neuinvestition in eine Druckerei auf die grüne Wiese in die Rathenaustraße im Regensburger Stadtteil Harting um. Dort investierte der Verlag rund 50 Millionen Euro. Drei Jahre später, am 8. Mai 2013 wurde ein neues Verlagsgebäude, das MZ-Medienhaus, an der Kumpfmühler Brücke in Regensburg bezogen, 188 Mitarbeiter sind dort beschäftigt. Im Jahr 2020 feierte der Verlag das 75. Erscheinungsjahr der MZ.
Im Jahr 2021 wurden der MZ-Verlag und seine Tochtergesellschaften, von der Mediengruppe Bayern, dem Verlag der Passauer Neue Presse, übernommen. Ebenfalls seit 2021 publiziert die Mediengruppe Straubinger Tagblatt / Landshuter Zeitung eine neue regionale Tageszeitung in Regensburg. Die neue Regensburger Zeitung steht im direkten Wettbewerb zur übernommenen Mittelbayerischen Zeitung.

## Zeitungen
Der Verlag gibt die Tageszeitung Mittelbayerische Zeitung, das kostenlose Anzeigenblatt Rundschau sowie Die Wirtschaftszeitung heraus.

### Tageszeitung
Die Print-Ausgabe erscheint mit insgesamt 13 regionalen Ausgaben. Hauptstandorte sind Regensburg, Cham, Kelheim, Neumarkt in der Oberpfalz und Schwandorf.
Die Regionalausgaben sind teilweise Kopfblätter:
- Regensburg Stadt
- Südlicher Landkreis Regensburg
- Nördlicher Landkreis Regensburg
- Zeitung für Hemau und den westlichen Landkreis Regensburg
- Wörther Anzeiger
- Zeitung für Nittenau und Bruck
- Zeitung für Schwandorf, Städtedreieck und Neunburg
- Zeitung für das Vilstal und den südlichen Landkreis Amberg-Sulzbach
- Neumarkter Tagblatt für Neumarkt, Parsberg, Velburg, Dietfurt, Beilngries, Berching, Freystadt
- Zeitung für Kelheim, Abensberg und Neustadt
- Kötztinger Umschau
- Bayerwaldecho Ost
- Bayerwaldecho West

Die verkaufte Auflage beträgt 76.423 Exemplare, der Leserkreis wird vom Verlag mit 217.000 Personen angegeben. Insgesamt lässt sich sagen, dass die Mittelbayerische Zeitung für den größten Teil der Oberpfalz sowie für das angrenzende nordwestliche Niederbayern ein Leitmedium darstellt.
Konkurrenten sind im Norden vor allem Der neue Tag aus Weiden in der Oberpfalz, im Süden und Osten die Mediengruppe Straubinger Tagblatt/Landshuter Zeitung und im Westen die Nürnberger Nachrichten mit ihrer Lokalausgabe Neumarkter Nachrichten. Räumlich entfernter Konkurrent ist der Münchner Merkur mit seinen Heimatzeitungen.

### Anzeigenblatt
Das kostenlose Anzeigenblatt Rundschau/Rundschau am Wochenende erscheint wöchentlich, jeweils am Mittwoch/Samstag, mit einer Gesamtauflage von 304.153 Exemplaren (Stand 11/2021).

### Wirtschaftszeitung
Seit 15. Oktober 2010 erscheint Die Wirtschaftszeitung. Mit einer monatlichen Auflage von 15.000 Exemplaren (Stand 10/2021) berichtet das Blatt über Wirtschaftsthemen aus Ostbayern. Schwerpunkte liegen bei regionalen Unternehmen, sie ist Plattform für den ostbayerischen Wirtschaftsraum.

### Mittelbayerische Junior
Im Februar 2007 erschien erstmals das 16 Seiten umfassende Heft als Beilage. Als Ergänzung zu den Seiten für Kinder (Kult und Zinni), richtet sich Mittelbayerische Junior an Acht- bis Zwölfjährige.

## Auflage
Die Mittelbayerische Zeitung hat wie die meisten deutschen Tageszeitungen in den vergangenen Jahren an Auflage eingebüßt. Die verkaufte Auflage ist in den vergangenen 10 Jahren um durchschnittlich 3,7 % pro Jahr gesunken. Im vergangenen Jahr hat sie um 8,3 % abgenommen. Sie beträgt gegenwärtig 76.423 Exemplare. Der Anteil der Abonnements an der verkauften Auflage liegt bei 90,2 Prozent.
| 1998   | 1999   | 2000   | 2001   | 2002   | 2003   | 2004   | 2005   | 2006   | 2007   | 2008   | 2009   | 2010   | 2011   | 2012   | 2013   | 2014   | 2015   | 2016   | 2017   | 2018   | 2019   | 2020  | 2021  | 2022  | 2023  | 2024  |
| ------ | ------ | ------ | ------ | ------ | ------ | ------ | ------ | ------ | ------ | ------ | ------ | ------ | ------ | ------ | ------ | ------ | ------ | ------ | ------ | ------ | ------ | ----- | ----- | ----- | ----- | ----- |
| 129739 | 132634 | 132382 | 133147 | 132428 | 131665 | 132013 | 127645 | 127049 | 125963 | 122434 | 119503 | 119006 | 117420 | 114754 | 113875 | 111371 | 109548 | 107826 | 105125 | 102525 | 100183 | 97343 | 93245 | 88930 | 83345 | 76423 |

## Auszeichnungen
Die Redaktion der Mittelbayerischen Zeitung hat bereits eine Reihe von Preisen gewonnen. So wurde 1999 der Buchverlag für die Ausgabe des „Oberpfälzer Bierführer“ für die „Goldene BierIdee“ vom Bayerischen Brauerbund und dem Bayerischen Hotel- und Gaststättenverband ausgezeichnet. Beim European Newspaper Award hat die Zeitung seit 2007 mehrere Awards of Excellence erhalten. Die Lokalredaktion Regensburg erreichte 2011 den zweiten Platz beim Deutschen Lokaljournalistenpreis der Konrad-Adenauer-Stiftung. 2014 ist die Mittelbayerische Zeitung mit dem Bayerischen Printmedienpreis in der Kategorie Unternehmen ausgezeichnet worden. Auch eine Reihe einzelner Mitarbeiter sind preisgekrönt. Unter anderem erhielt Angelika Sauerer den Journalistenpreis „Schizophrenie und Stigma – Mit psychisch kranken Menschen leben“ (Preisträgerin 2003/2004, Verleihung am 24. September 2004 in Mainz).

## Digitale Angebote
Am 16. März 2015 wurde das Online-Angebot unter mittelbayerische.de komplett neu gestaltet und eine Paywall eingeführt. Nur noch vier Artikel pro Monat sind seitdem frei verfügbar. Außerdem gibt es eine ganze Reihe mobiler Anwendungen. Dazu gehörte auch die neue Nachrichten-App MZ-Kompakt (für iOS und Android – mittlerweile eingestellt), aber auch einige themenspezifische Angebote wie die Jahn-App (eingestellt).
Zum 1. Oktober 2018 wurde das Angebot überarbeitet und die Paywall durch ein Freemium-Modell ersetzt. Fortan sind ungekennzeichnete Artikel frei zugänglich, kostenpflichtige Artikel werden mit einem Symbol gekennzeichnet und nach wenigen Zeilen unkenntlich.
Für mobile Betriebssysteme wird die Tageszeitung als ePaper in einer eigenen App ausgespielt. Außerdem betreibt die Mittelbayerische Zeitung in der Oberpfalz das Fußball-Portal fupa.net.

## Sonstige Angebote des Verlags

### Postdienstleister
Über 10 Jahre bietet der Verlag durch City Mail für die Geschäftspost von über 2000 Unternehmen und Behörden der Region Postdienstleistungen an. Das Tochterunternehmen ist einer der ersten privaten Briefdienstleister, die sich durch die DQS – Deutsche Gesellschaft zur Zertifizierung von Management-Systemen nach der DIN EN ISO 9001 2008 zertifizieren ließen. City Mail bietet für den Privatpostversand eigene Briefmarken an. Die Post wird dabei sowohl im Vertriebsgebiet durch City Mail wie auch deutschlandweit durch Partner befördert und zugestellt.

### Pressezustellgesellschaft
Die Pressezustellgesellschaft Oberpfalz mbH ist ein eigenes Zustellungsunternehmen des Mittelbayerischen Verlags. Rund 2000 Zeitungszusteller verteilen täglich etwa 130.000 Zeitungsexemplare.

## Rundfunkbeteiligung
Als führendes Medienunternehmen im Großraum Regensburg verfügt der Verlag über eine Hörfunkbeteiligung an regionalen Radiosendern.